# Aeroescudo

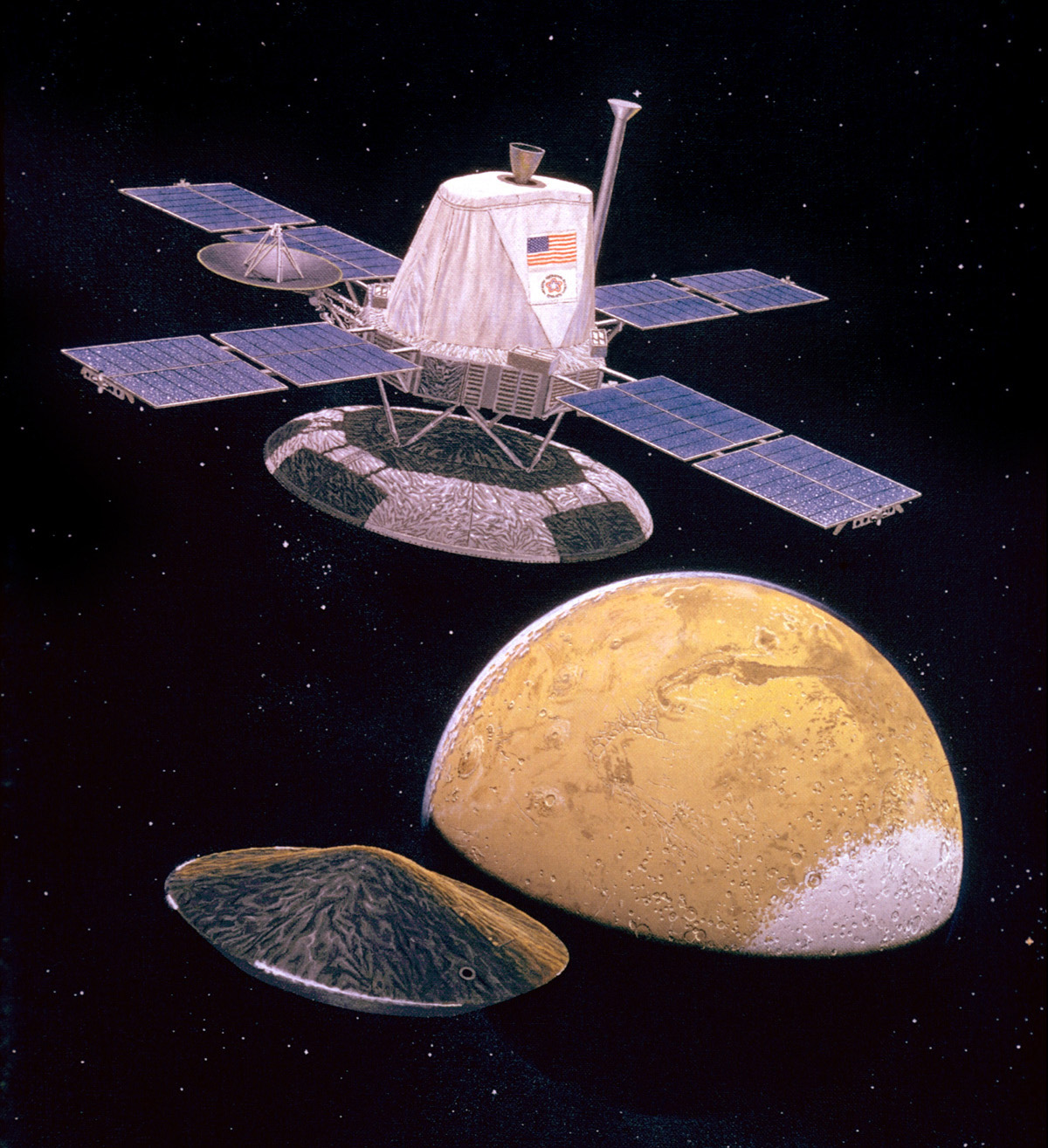
Concepção artística do Viking Orbiter liberando o módulo de pouso protegido por aeroescudo (por Don Davis).

Um aeroescudo (aeroshell em inglês) é um escudo térmico rígido que protege um veículo durante a viagem espacial e do arrasto atmosférico durante o pouso. O escudo térmico também serve para desacelerar o veículo durante a reentrada atmosférica. O fundo do escudo transporta a carga a ser entregue e componentes importantes, tais como pára-quedas, retrofoguetes e sistemas eletrônicos de monitoramento, tais como uma unidade de medida inercial que monitora a orientação do escudo durante a descida regulada por pára-quedas.
Aeroescudos são componentes importantes em missões espaciais interplanetárias. Foram usados no programa Apollo para a Lua nos anos 1960 e 1970, no programa Viking para Marte em 1975, na missão Mars Pathfinder de 1997, nas missões Mars Exploration Rover de 2003 e estão programados para uso na missão Mars Science Laboratory em fins de 2009.